# Inkeenjärvi
Inkeenjärvi är en sjö i Finland. Den ligger i kommunen Taivalkoski i landskapet Norra Österbotten, i den nordöstra delen av landet, 600 km norr om huvudstaden Helsingfors. Inkeenjärvi ligger 243,74 meter över havet. Den ligger vid sjön Kostonjärvi. Den är 6 meter djup. Arean är 1,09 kvadratkilometer och strandlinjen är 6,84 kilometer lång. Sjön  ingår i Ijo älvs huvudavrinningsområde. 